# Leeds

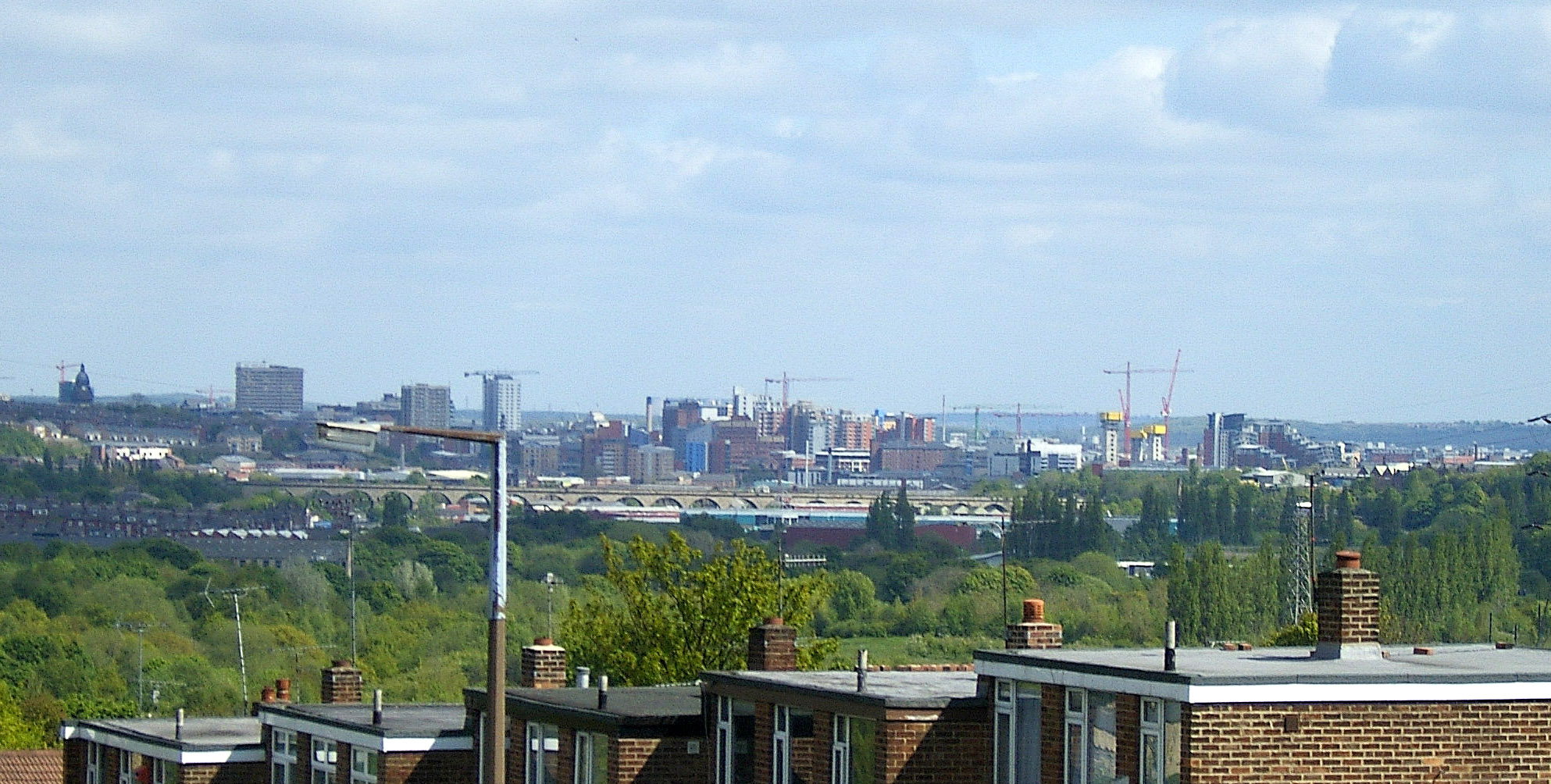
Centrum van Leeds

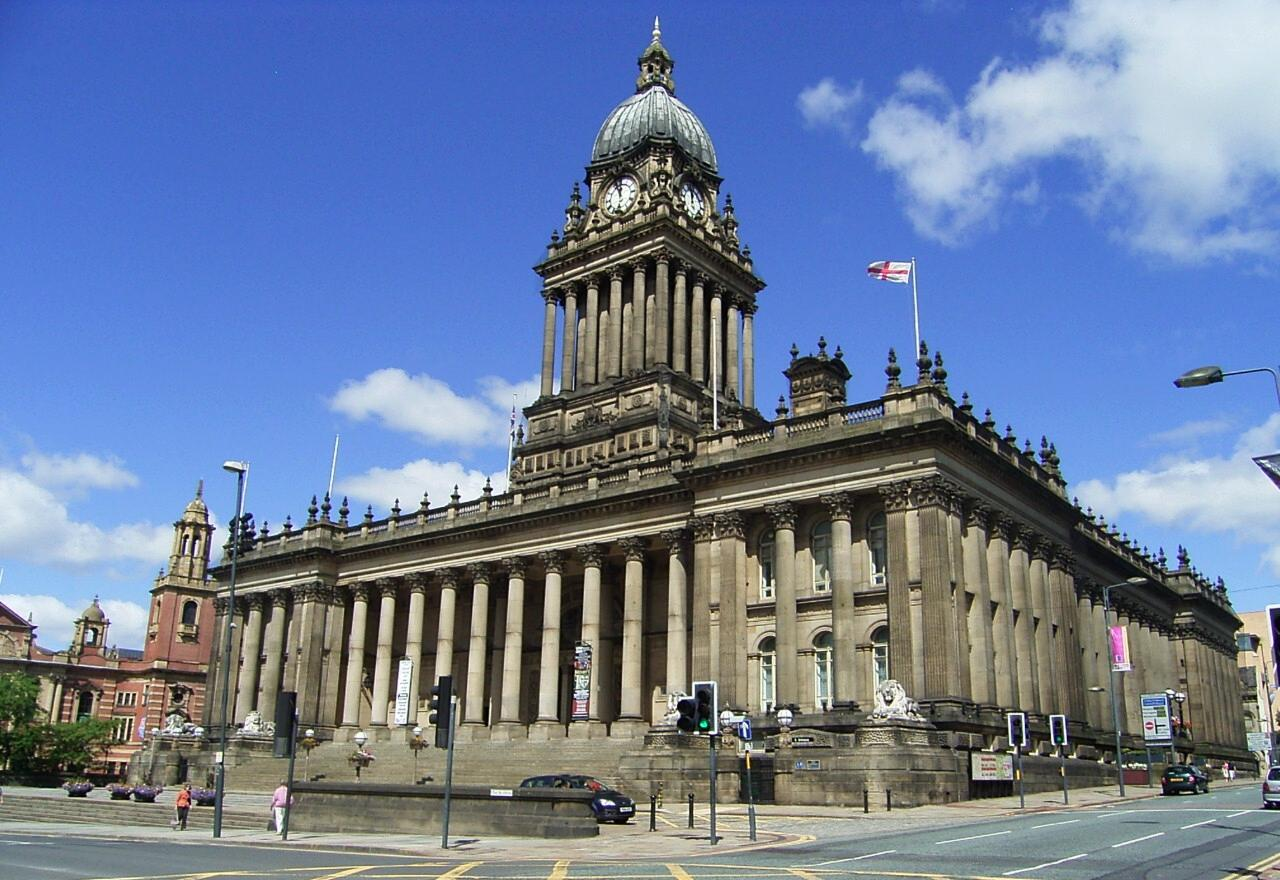
Stadhuis van Leeds

Leeds is een stad (city) in het noorden van Engeland in het Verenigd Koninkrijk. De city ligt aan de Aire in Yorkshire. In 2001 telde Leeds 443.247 inwoners. De totale agglomeratie van Leeds heeft 757.700 inwoners (2011).

## Geschiedenis
Leeds werd in 14e eeuw van belang door de komst van Vlaamse wolwevers. De stad stond bekend om zijn wolindustrie; die is echter sterk in betekenis afgenomen. Leeds staat nu vooral bekend als een belangrijk centrum voor handel en hoger onderwijs en huisvest onder meer de internationaal befaamde Universiteit van Leeds.

## Sport
Leeds United AFC is de betaaldvoetbalclub van Leeds en speelt haar wedstrijden op Elland Road. Leeds United AFC werd kampioen van Engeland in 1969, 1974 en 1992 en won in 1968 en 1971 de Jaarbeursstedenbeker. Leeds was met Elland Road speelstad bij het EK voetbal van 1996.
Leeds Rhinos is het belangrijkste Rugby League-team. Yorkshire County Cricket Club speelt ook in de stad. In het Leeds Headingley Carnegie Stadium vinden naast voetbal- ook andere wedstrijden plaats, zoals rugby, Sterkste Man van Europa, wereldkampioenschappen Deadlift en soms de Europese voorrondes voor de wedstrijd Sterkste Man van de Wereld.
Van 1992 t/m 1996 werd de internationale wielerkoers Leeds International Classic in en rondom Leeds verreden. In 2014 startte de Tour de France in Leeds. De eerste etappe voerde naar Harrogate en werd gewonnen door de Duitser Marcel Kittel. In 2019 startte bij het WK wielrennen de wegrit voor mannen elite in Leeds.

## Verkeer
Leeds deelt een luchthaven met het iets westelijker gelegen Bradford: Leeds Bradford International Airport. Het treinstation van Leeds is een van de grootste en meest aangedane van Engeland.
Leeds is de dichtstbewoonde streek in Europa zonder enige vorm van metro- of tramvervoer. De enige vorm van lokaal openbaar vervoer zijn bussen.

## Musea
- Leeds Art Gallery, kunstmuseum
- Royal Armouries Museum, wapenmuseum
- Leeds City Museum
- Leeds Industrial Museum

## Stedenbanden
- Brno (Tsjechië)[3][4]
- Colombo (Sri Lanka)[5]
- Dortmund (Duitsland)[6]
- Durban (Zuid-Afrika)[7]
- Hangzhou (China)[8]
- Louisville (Verenigde Staten)[9]
- Rijsel (Lille) (Frankrijk)[10]
- Siegen (Duitsland)[11]
- Ulaanbaatar (Mongolië)

## Geboren in Leeds
- Henry Stuart Darnley (1545-1567), koning-gemaal van Schotland
- Herbert Henry Asquith (1852-1928), politicus
- Eric Rucker Eddison (Adel,1882-1945), schrijver
- Philip Naviasky (1894-1983), schilder
- Florrie Baldwin (1896-2010), was met haar 114 jaar de oudste mens van Europa
- Nevill Mott (1905-1996), natuurkundige en Nobelprijswinnaar (1977)
- Phyllis Barry (1908-1954), actrice
- Kenneth Armitage (1916-2002), beeldhouwer
- Geoffrey Bayldon (1924-2017), acteur (Catweazle)
- Christopher Tolkien (1924-2020), zoon en redacteur van de postuum uitgegeven werken van J.R.R. Tolkien
- Robert Edwards (1925-2013), fysioloog en Nobelprijswinnaar (2010)
- Jimmy Savile (1926-2011), presentator, diskjockey en fondsenwerver
- Ralph Brown (1928-2013), beeldhouwer
- Keith Waterhouse (1929-2009), roman- en tekstschrijver en krantencolumnist
- Beryl Burton (1937-1996), wielrenster
- Alan Hawkshaw (1937-2021), componist en musicus
- Arthur Metcalfe (1938-2002), wielrenner
- Michael Chapman (1941-2021), folkzanger en gitarist
- Michael Jackson (1942-2007), bier- en whiskyexpert
- Malcolm McDowell (1943), acteur
- Brenda Hale (1945), rechter en voorzitter Hooggerechtshof van het Verenigd Koninkrijk
- Stevie Wright (1947-2015), zanger (onder andere van The Easybeats)
- Barbara Marten (1947), actrice
- Tom Wilkinson (1948-2023), acteur
- Barry Ryan (1948-2021), zanger en fotograaf
- Peter Robinson (1950-2022), Brits-Canadees schrijver
- Sophie Wilson (1957), informaticus
- Wash Westmoreland (1966), filmregisseur, scenarioschrijver en filmproducent
- Brian Deane (1968), voetballer en voetbalcoach
- James Frain (1968), acteur
- David Batty (1968), voetballer
- Ralph Ineson (1969), acteur
- John Simm (1970), acteur en muzikant
- Matt Jackson (1971), voetballer
- Melanie Brown (1975), zangeres (voormalig lid van Spice Girls)
- Angela Griffin (1976), actrice
- Laurence Fox (1978), acteur
- Ricky Wilson (1978), leadzanger Kaiser Chiefs
- Paul Hunter (1978-2006), snookerspeler
- Corinne Bailey Rae (1979), zangeres
- Sam Riley (1980), acteur
- Alan Smith (1980), voetballer
- Nicola Adams (1982), boksster
- David Stockdale (1985), voetballer
- Nichola Burley (1986), actrice
- James Milner (1986), voetballer
- Katy Marchant (1993), wielrenster
- Stanley Stevenson Byrne (1993), singer-songwriter en producer
- Charlie Heaton (1994), acteur
- Kalvin Phillips (1995), voetballer
- Oliver McBurnie (1996), voetballer
- Tom Pidcock (1999), wielrenner en veldrijder
- Erling Braut Håland (2000), voetballer
- Meg Bellamy (2002), actrice
- Joseph Pidcock (2002), wielrenner
- Bjoern Koerdt (2004), wielrenner